# ريكي ماتيوس غاليانو
ريكي ماتيوس غاليانو (بالعبرية: ריקי גל‏) هي مغنية وممثلة إسرائيلية، ولدت في 7 يوليو 1950 في القدس في إسرائيل.

## وصلات خارجية
- ريكي ماتيوس غاليانو على موقع IMDb (الإنجليزية)
- ريكي ماتيوس غاليانو على موقع ميوزك برينز (الإنجليزية)
- ريكي ماتيوس غاليانو على موقع ديسكوغز (الإنجليزية)
- ريكي ماتيوس غاليانو على موقع قاعدة بيانات الفيلم (الإنجليزية)